# Ћитајхе
Ћитајхе  (Qītáihé) град је у Кини у покрајини Хејлунгђанг. Према процени из 2009. у граду је живело 340.560 становника.

## Становништво
Према процени, у граду је 2009. живело 340.560 становника.
| 1990.   | 2000.   | 2009    |
| ------- | ------- | ------- |
| 323.857 | 340.785 | 340.560 |